# 飛島斉
飛島 斉（とびじま ひとし、1912年10月2日 - 2006年4月11日 ）は、日本の経営者。飛島建設社長、会長を務めた。

## 来歴・人物
福井県出身。1937年に東北帝国大学工学部化学工学科を卒業し、同年に飛島組(のちの飛島建設)に入社した。1943年8月に社長に就任し、1985年6月に会長に就任。1991年6月に再び社長に就任し、1994年4月に相談役を経て、1998年6月には相談役に就任。
1974年11月に藍綬褒章を受章し、1983年11月に勲二等瑞宝章を受章。
2006年4月11日、急性心不全のために死去。93歳没。